# 艾爾半島
艾爾半島（英語：Eyre Peninsula）為一個位於澳大利亞南部南澳大利亞州的三角半島，距離南澳首府城市阿德萊德700多公里。
半島東臨斯潘塞灣，北靠高勒山脈，而西邊則是大澳大利亞灣（Great Australian Bight）。早在19世紀初，這個半島的海岸線已經被探險家所紀錄。1839年至1841年間，英國探險家愛德華·艾爾（Edward John Eyre）發現了這個半島的一端，因此以他的名字來命名。後來探險家約翰·達克（John Charles Darke）真正發現了整個半島後，才開始在此地建立港口及城市。
半島面積有232,780平方公里，以及逾2000公里的海岸綫。
這個半島有四個主要城市，分別是南部的林肯港（Port Lincoln）、北部的懷阿拉（Whyalla）、東北方的奧古斯塔港（Port Augusta）及西北的塞杜納（Ceduna）。半島北部的居民主要從事農業活動，如糧食生產、牧羊及牧牛等；而南部則以釀酒業為主。此外，在一些沿海地區，居民也進行捕魚活動，如林肯港，當地盛產吞拿魚，更擁有一支龐大的捕漁船隊。在半島西部城鎮考厄爾（Cowell）亦進行著採礦業，以開採軟玉礦及翡翠礦為主。
艾爾半島上也有不少法定的國家公園，諸如林肯國家公園（Lincoln National Park）、哥芬灣國家公園（Coffin Bay National Park）及高勒山脈國家公園（Gawler Ranges National Park）等。

## 人口
根據2010年6月30日的人口統計資料，艾爾半島有人口5.87萬，佔南澳總人口的3.6%；當中有4.4%的人口（即2500人）是澳洲原住民。

## 災害

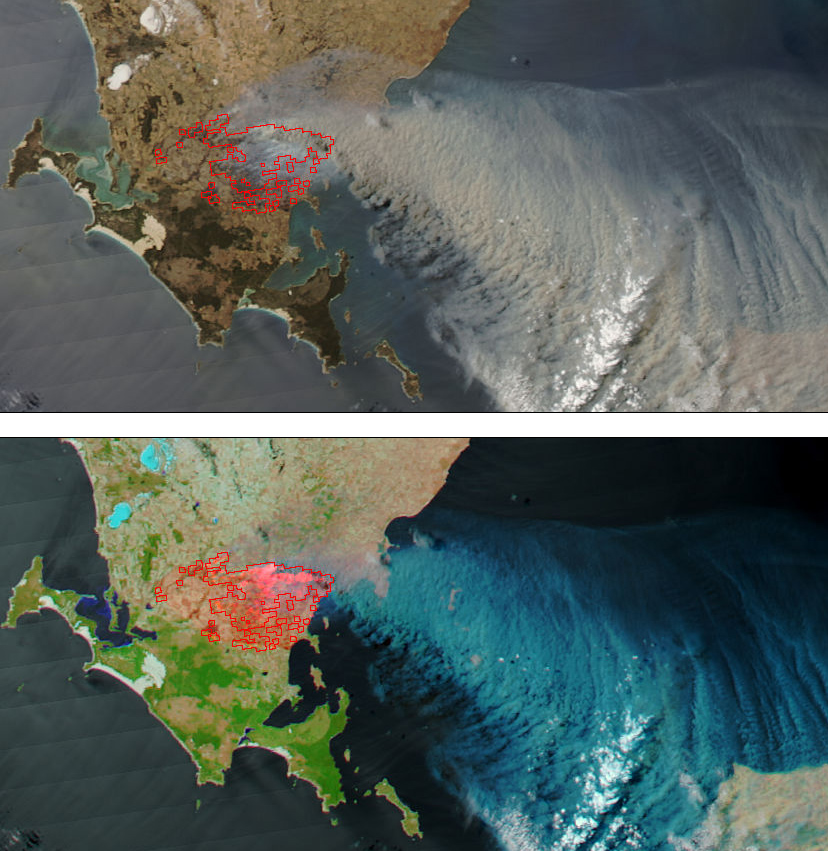
Satellite photo of the Eyre Peninsula bushfires，2005年1月11日拍攝

2005年1月，艾爾半島上發生了近二十年來死亡人數最多的林地大火，9人因此喪生。
而早在1920年代，在林肯港以北的儲水庫建造之時，亦曾發生過一次嚴重意外，引致7人死亡。
事實上，半島沿岸都滿佈開拓以來的船隻殘骸。

## 外部連結

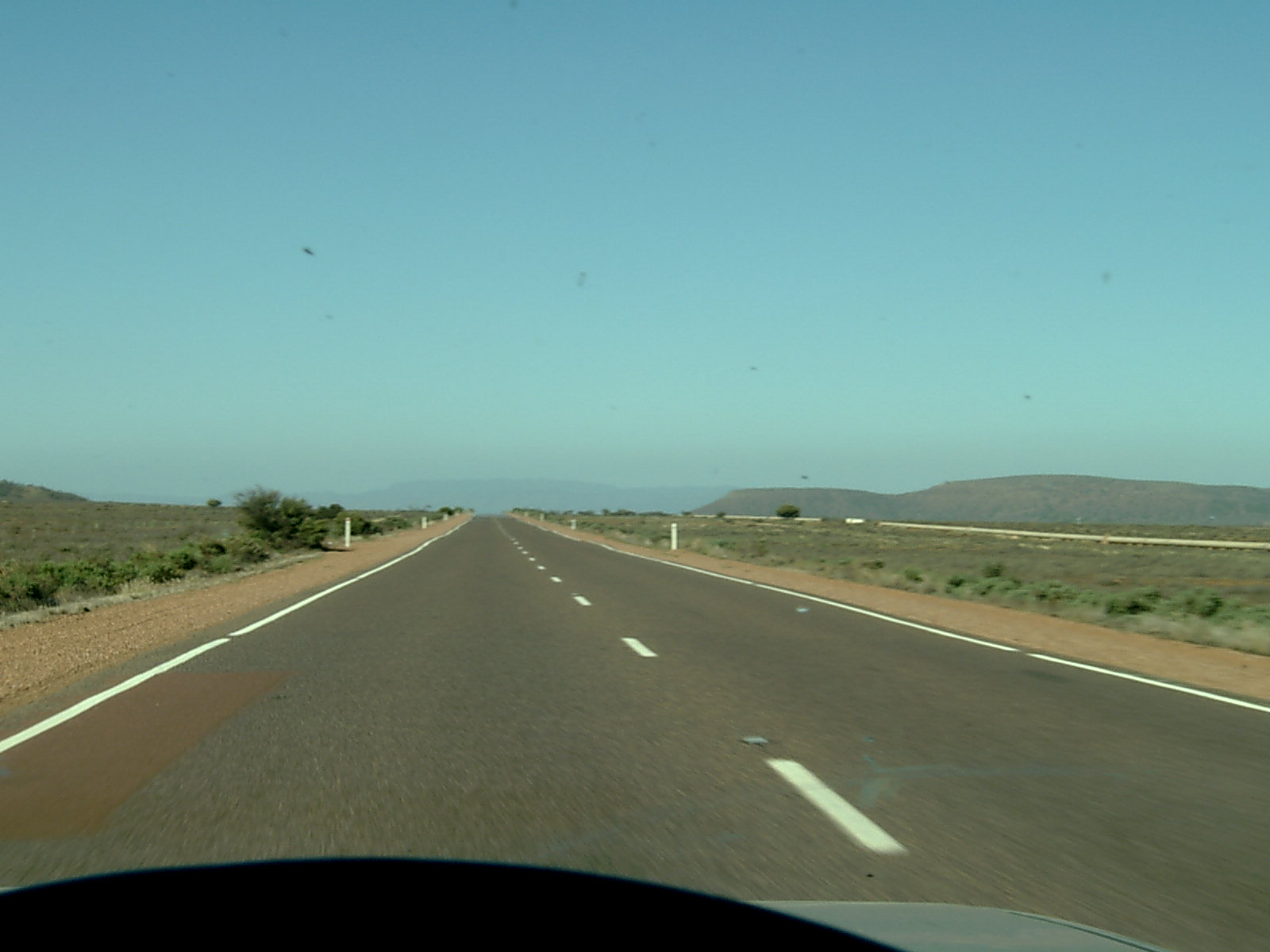
在艾爾半島的一條高速公路上

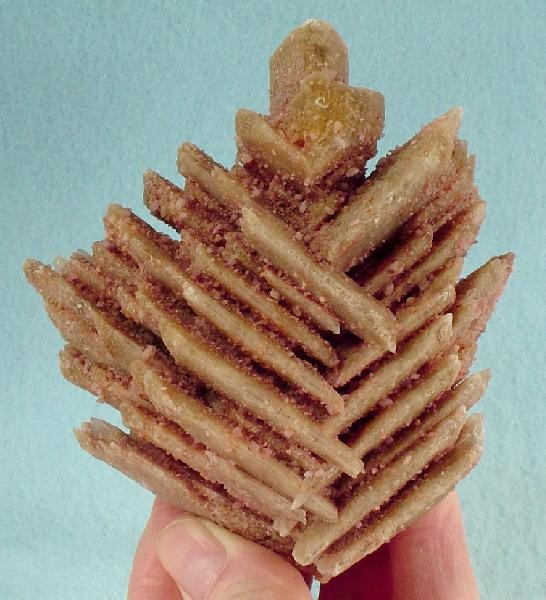
奇特的人字形魚骨狀石膏結晶，在半島一個湖出產。

- Eyre Peninsula – Australia's Seafood Frontier - Official Tourism Website （页面存档备份，存于）
- Terraserver.com navigable satellite map of the Eyre Peninsula.[永久]
- 维基导游上有關艾爾半島的旅行指南
- SouthAustralia.com Eyre Peninsula - Travel Guides, Accommodation, Online Booking

34°20′S 135°45′E / 34.333°S 135.750°E